# Bristol (Texas)
Bristol è un census-designated place (CDP) degli Stati Uniti d'America della contea di Ellis nello Stato del Texas. La popolazione era di 668 abitanti al censimento del 2010.

## Geografia fisica
Secondo lo United States Census Bureau, il CDP ha una superficie totale di 15,23 km², dei quali 14,98 km² di territorio e 0,25 km² di acque interne (1,67% del totale).

## Società

### Evoluzione demografica
Secondo il censimento del 2010, la popolazione era di 668 abitanti.

### Etnie e minoranze straniere
Secondo il censimento del 2010, la composizione etnica del CDP era formata dal 91,17% di bianchi, il 2,84% di afroamericani, lo 0,45% di nativi americani, lo 0,15% di asiatici, lo 0% di oceanici, il 4,79% di altre razze, e lo 0,6% di due o più etnie. Ispanici o latinos di qualunque razza erano il 14,82% della popolazione.